# Đài phun nước Rondebosch

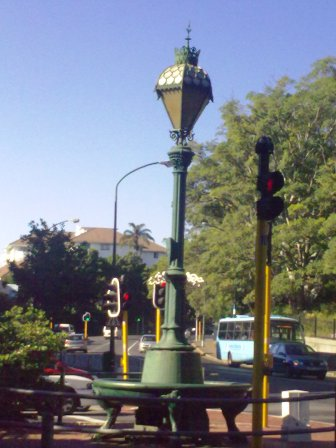

Đài phun nước Rondebosch là một máng uống nước kiểu Victoria dành cho ngựa được xây dựng vào năm 1891 trên một nút giao lộ giữa đường Belmont Road và đường Main Road ở trung tâm Rondebosch, thành phố Cape Town, Nam Phi. Đài phun nước này được tuyên bố là một di tích quốc gia vào ngày 10 tháng 4 năm 1964. Những người thường xuyên lui tới khu vực rất hoài niệm về địa danh yêu dấu này.

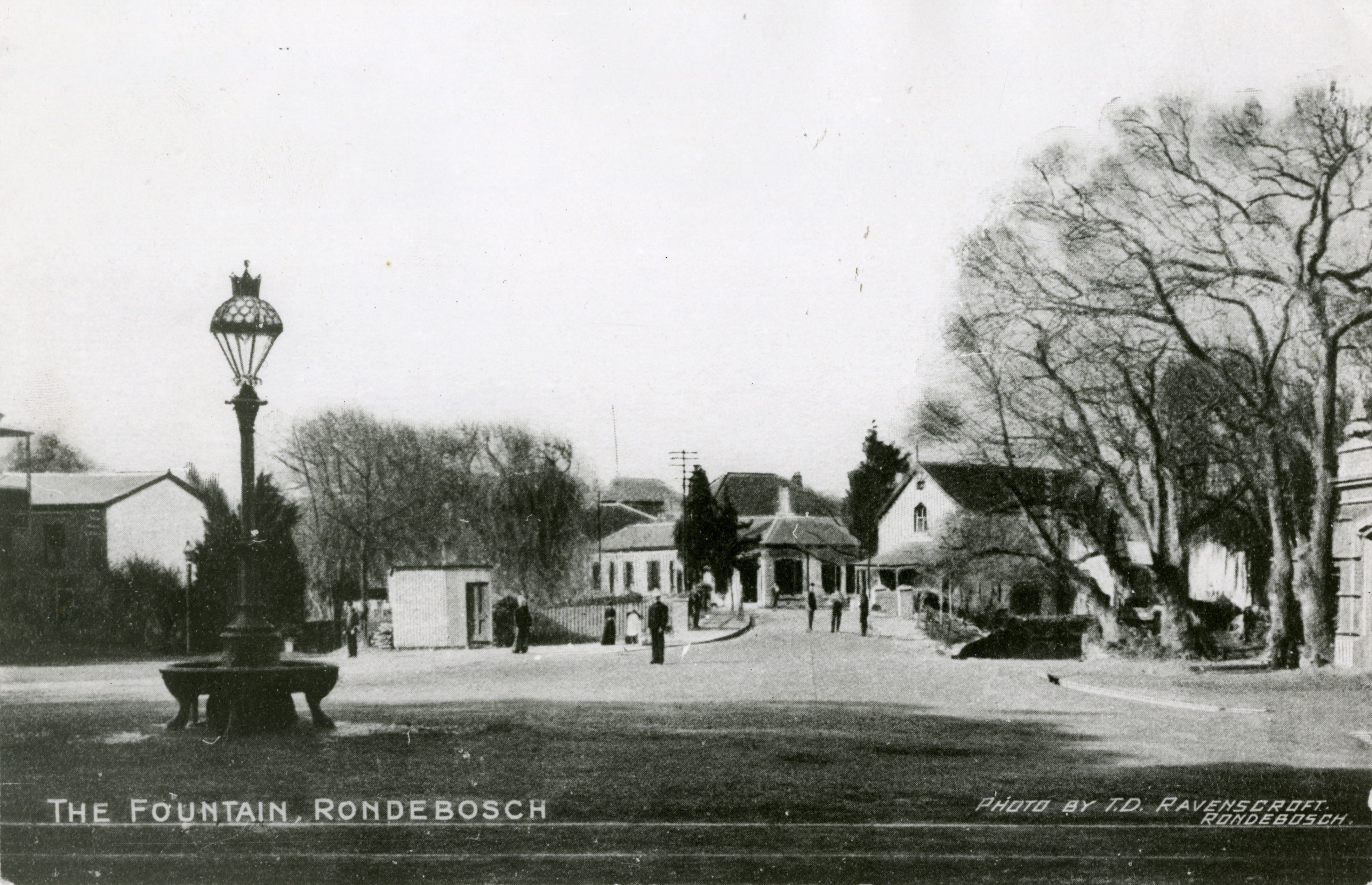
Một khung cảnh đường Main Road của Rondebosch, Cape Town vào đầu thế kỷ 20. Đài phun nước Rondebosch có thể được nhìn thấy dễ dàng ở bên trái.

Ban đầu, đài phun nước này được gọi là Đài phun nước Moodie và được làm bằng gang. Đài phun nước có một máng uống hình tròn hình chân ngựa cùng một chiếc cột dựng ở khu vực trung tâm phía trên treo đèn lồng hình lục giác. Ngoài ra, đài phun nước này còn được bố trí bốn cái móc để treo cốc, giúp mọi người thuận tiện lấy nước từ vòi phun để uống. Ngựa sẽ uống nước từ máng và chó sẽ uống nước từ các rãnh nước nhỏ hơn nằm bên dưới mặt đất.
Đài phun nước Rondebosch do công ty Walter Macfarlane & Co. đúc tại xưởng đúc Saracen Foundry, thành phố Glasgow, Scotland. Đến năm 1891, nó được George Pigot Moodie giới thiệu với công chúng. Chiếc đèn lồng trên đài phun nước là đèn điện đường đầu tiên ở Nam Phi. Nó tỏa sáng lần đầu vào ngày 25 tháng 4 năm 1892. Ban đầu, nguồn điện cho chiếc đèn do nhà máy điện tư nhân Moodie cung cấp. Đến khi nhà máy điện nội đô trên sông Liesbeek hoàn thành, nó lấy nguồn điện từ nhà máy này.

Chiếc đài phun nước ban đầu chính thức bị phá hủy vào tháng 8 năm 2015 sau khi bị một chiếc ô tô chạy quá tốc độ đâm vào. Một số mảnh vỡ sau đó bị đánh cắp. Đài phun nước mới hiện đang được xây dựng lại bằng nhôm bởi một công ty địa phương. 

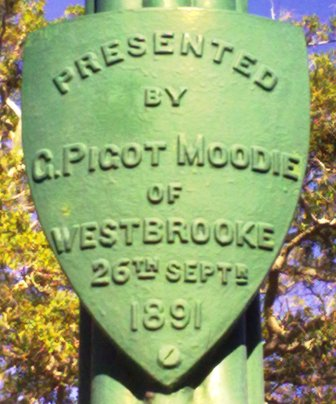
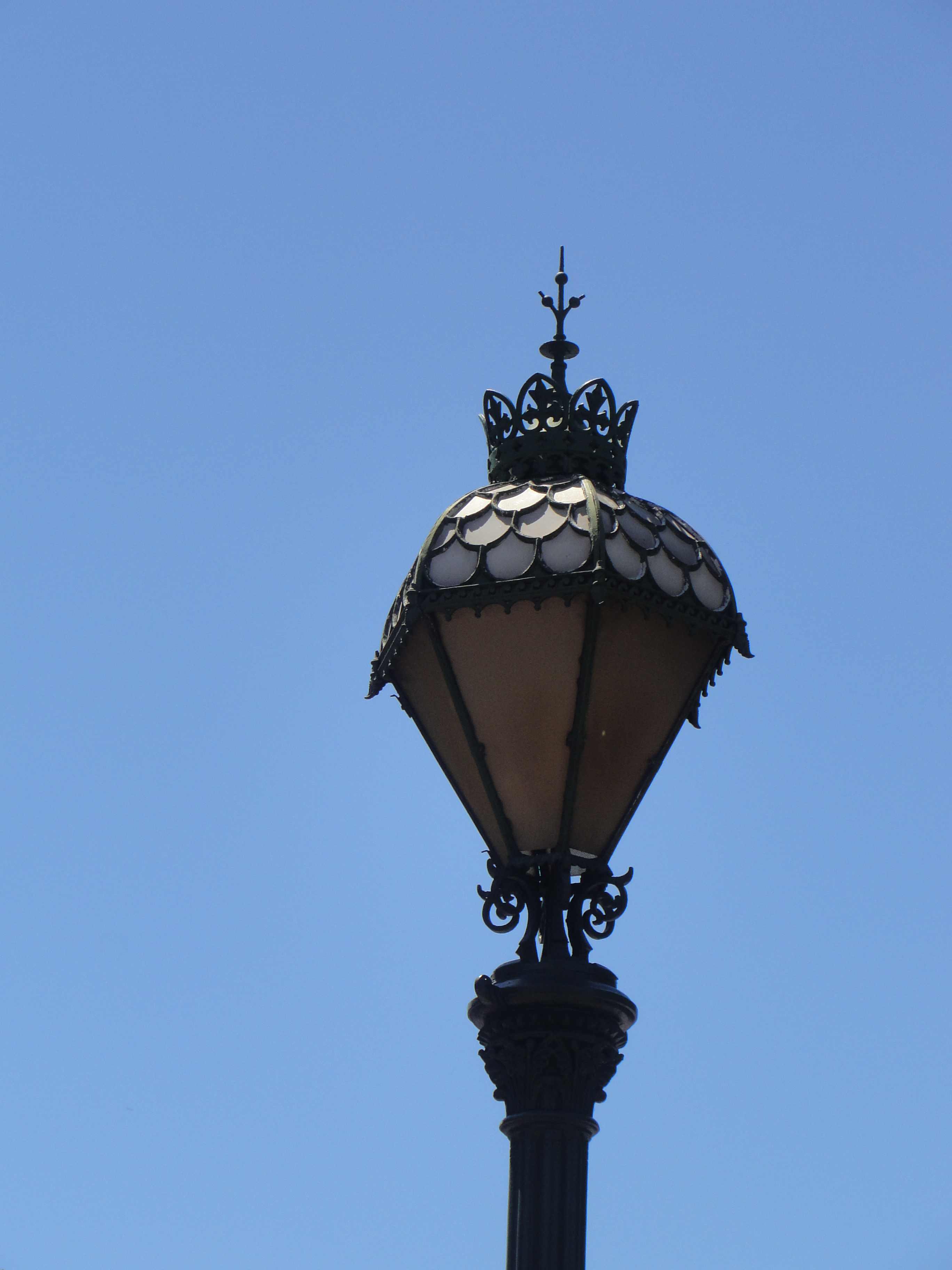

## Đài phun nước tương tự
Đài phun nước Rondebosch được liệt kê là Máng nước số 27 trong Danh mục vật đúc của Macfarlane, ấn bản thứ sáu, tập. 2.

Ở Nam Phi có tồn tại hai đài phun nước có thiết kế tương tự và cũng được sản xuất tại xưởng Saracen Foundry: một ở vùng ngoại ô lân cận Rosebank nhưng không có máng uống hình chân ngựa và một ở Cradock, Đông Cape, hiện không có đèn lồng lục giác treo bên trên. Một đài phun nước khác bằng gang với thiết kế tương tự nhưng đơn giản hơn nằm ở Quảng trường Jubilee, thị trấn Simon. Các đài phun nước khác có cùng thiết kế bao gồm Máng nước Adye Douglas ở Úc, Đài phun nước Raceso ở Argentina trên Đại lộ Raceso trước nhà ga Paraná, Entre Ríos và Đài phun nước Coronation ở Loanhead, Scotland (bị tháo dỡ vào năm 1933). 

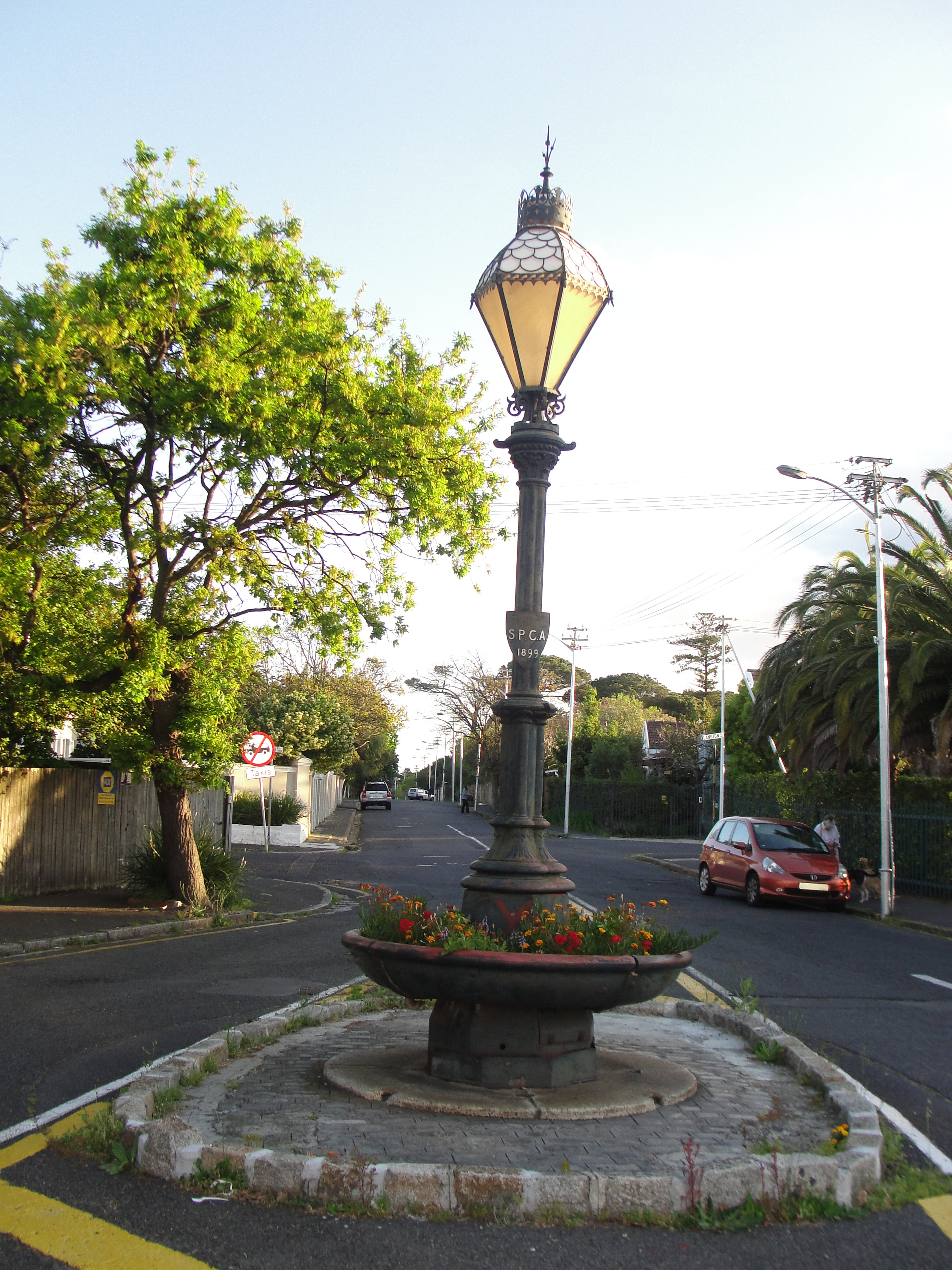
Đài phun nước Rosebank
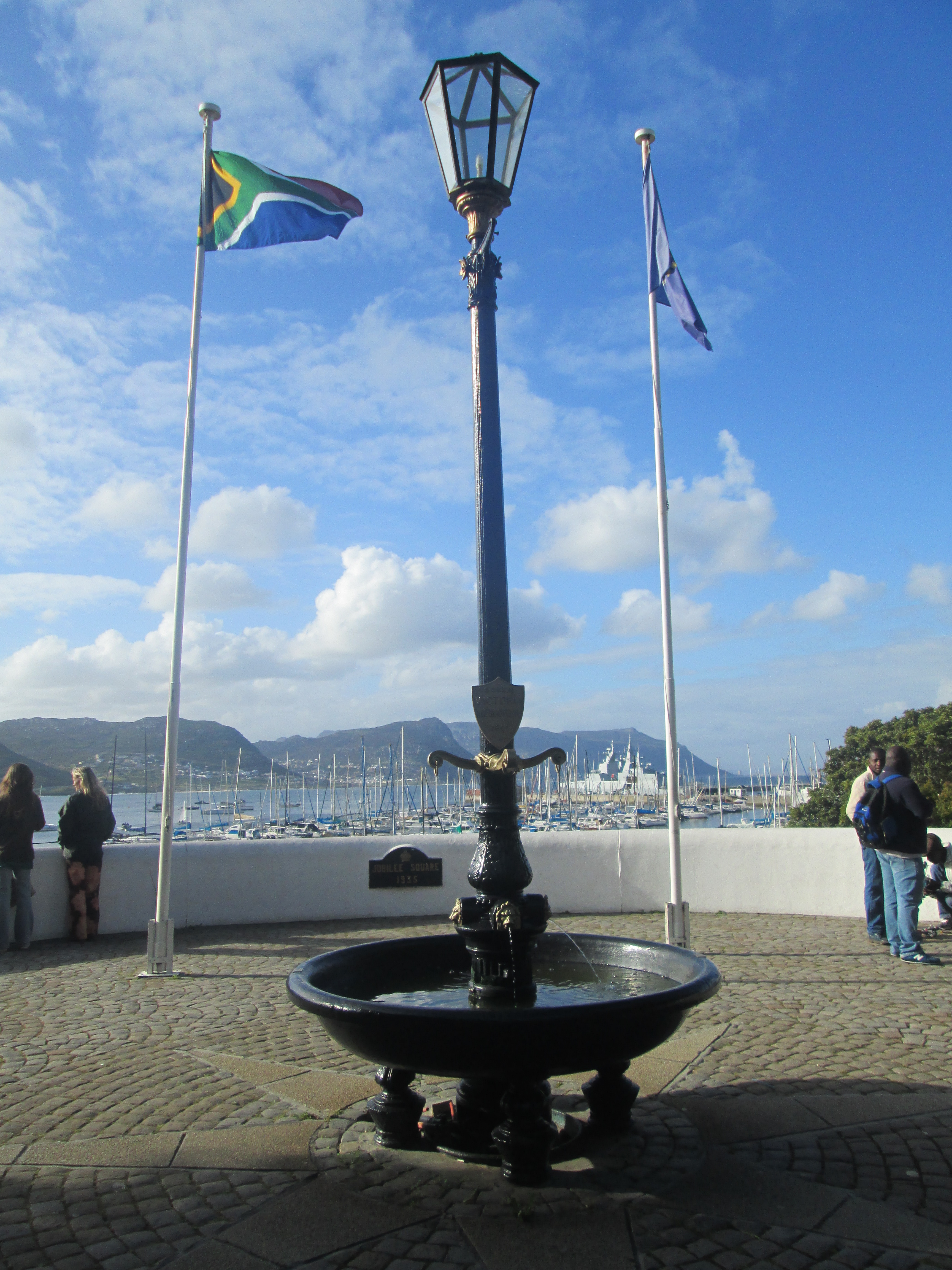
Đài phun nước Nữ hoàng Victoria
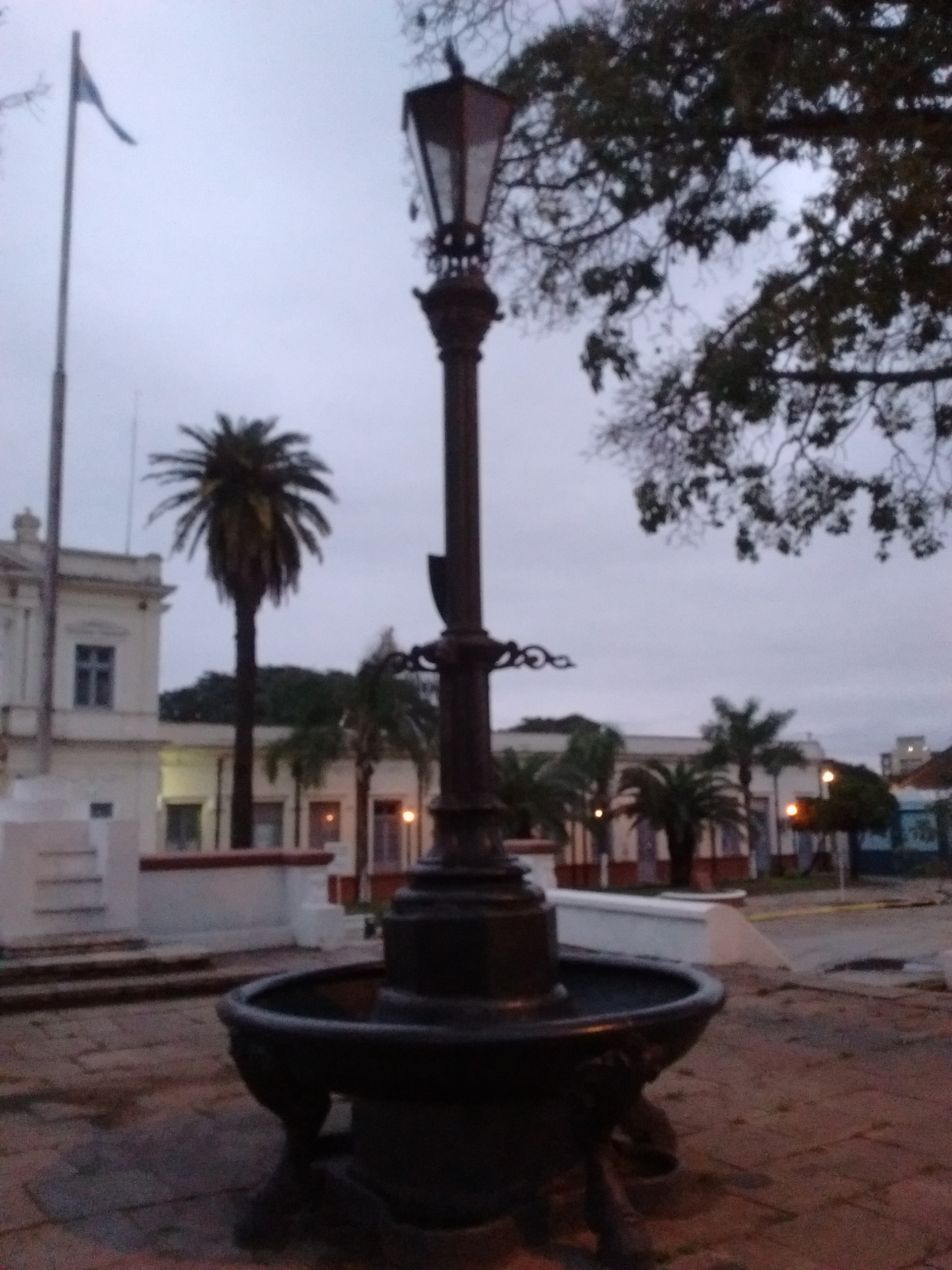
Đài phun nước ở Paraná Entre Ríos Argentina
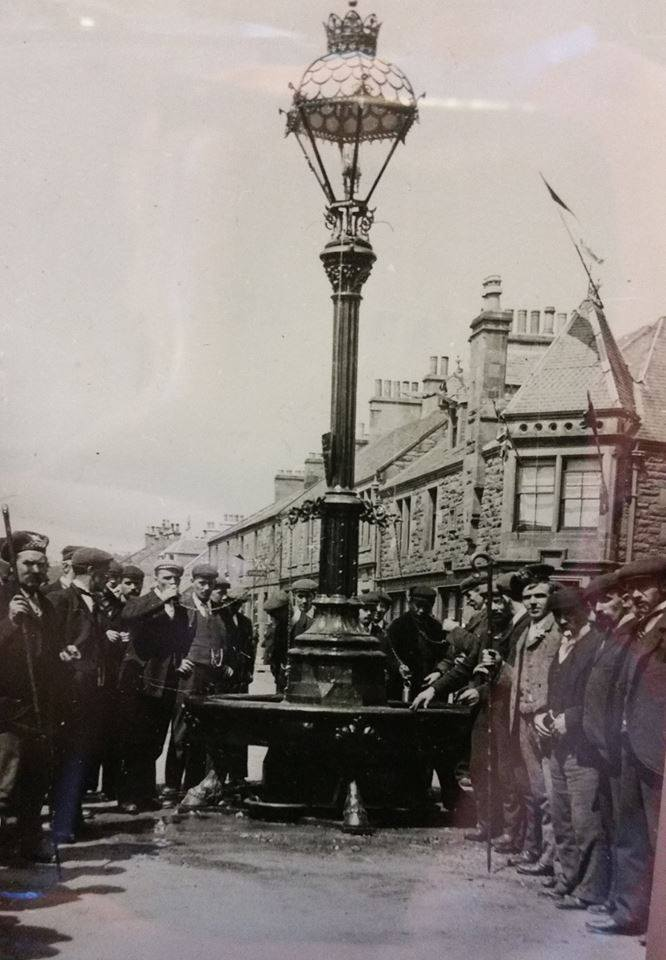
Đài phun nước Coronation
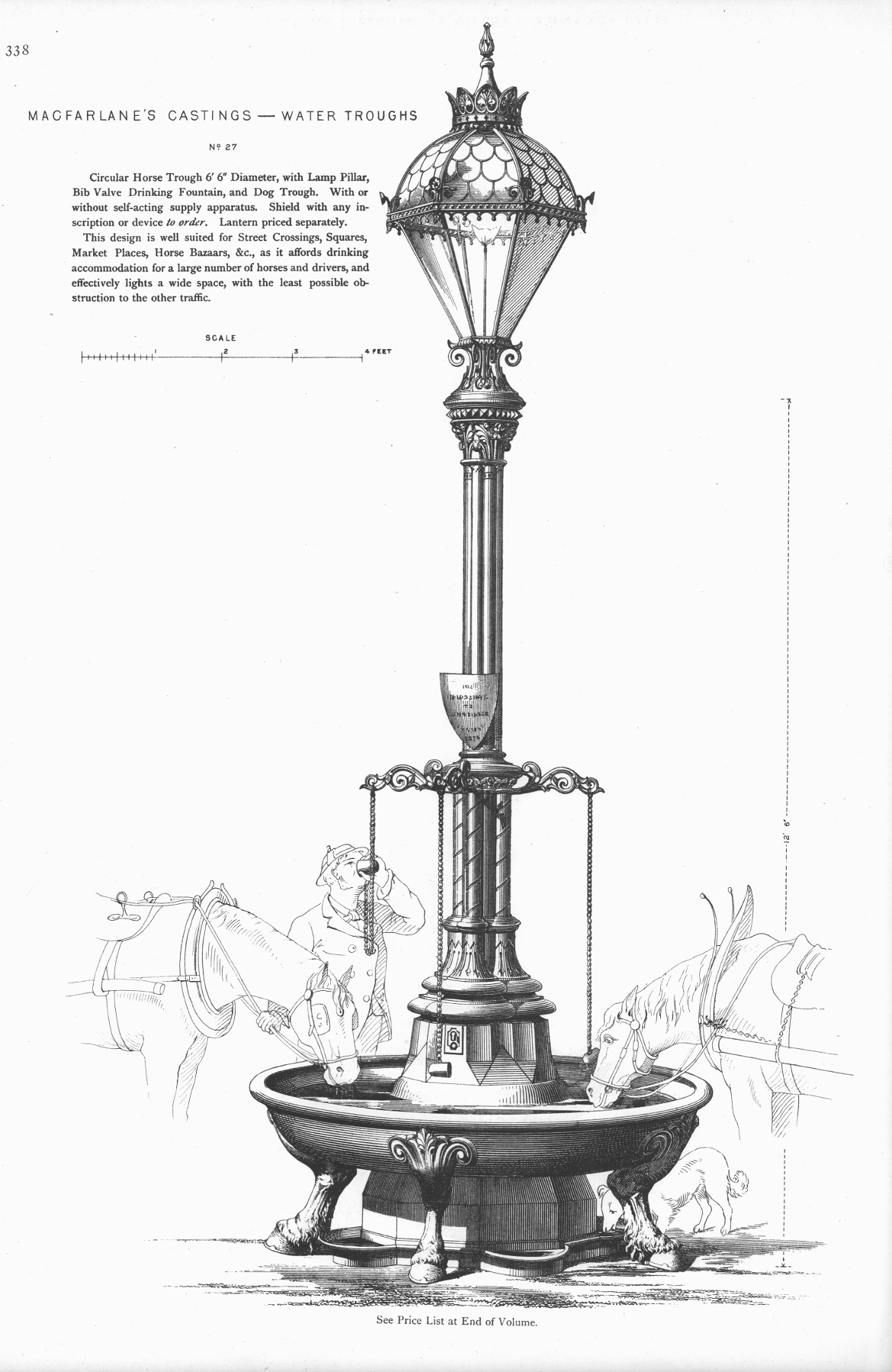
Danh mục mẫu Walter McFarlane số 27
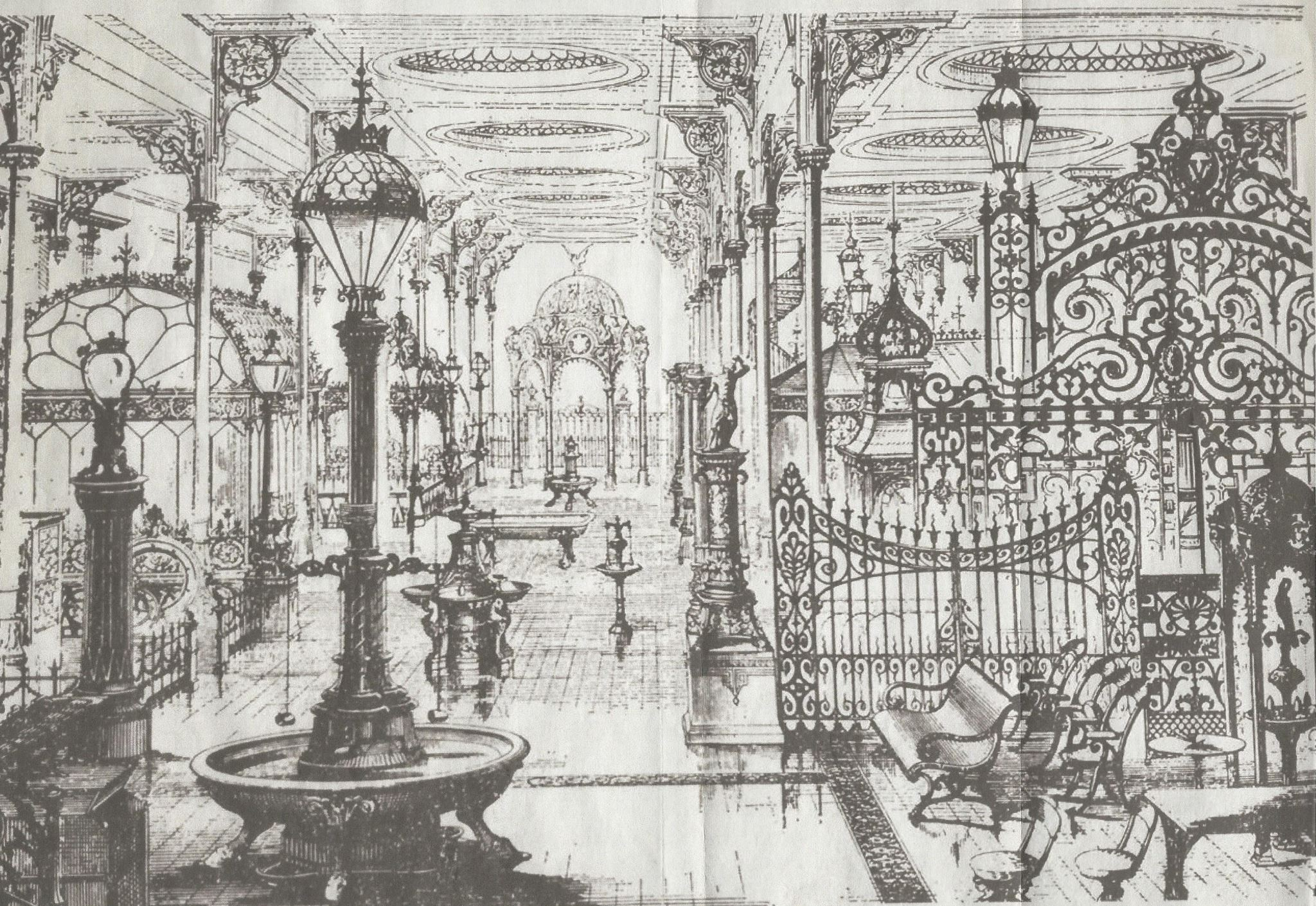
Phòng trưng bày Saracen Foundry